# Rzeszotary (województwo dolnośląskie)

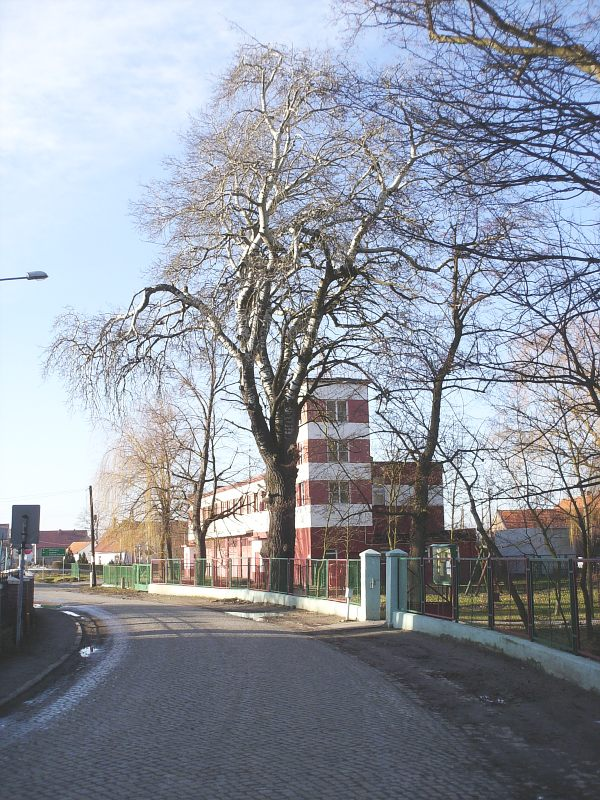
Budynek straży pożarnej

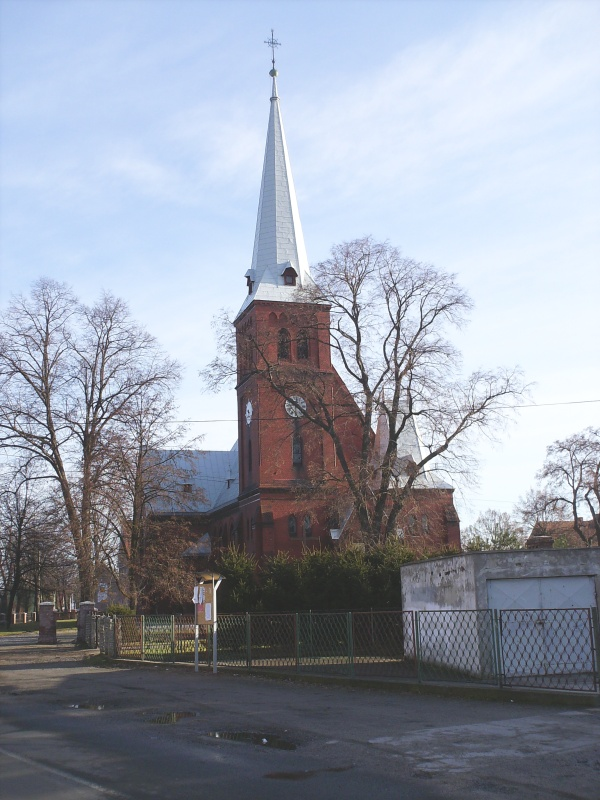
Kościół Podwyższenia Krzyża Świętego

Rzeszotary (niem. Rüstern) – wieś nad Czarną Wodą, w Polsce położona w centralnej części województwa dolnośląskiego, w powiecie legnickim, w gminie Miłkowice. Rzeszotary stanowią drugą wieś w gminie pod względem liczby mieszkańców (782).

## Podział administracyjny
W latach 1975–1998 miejscowość administracyjnie należała do województwa legnickiego.

## Strategia rozwoju gminy
Wraz z miejscowością Dobrzejów, Rzeszotary tworzą jedno sołectwo. W strategii rozwoju gminy Miłkowice określono Rzeszotary jako ośrodek gminny wspomagający I poziomu, obsługujący wsie: Bobrów, Dobrzejów, Głuchowice, Kochlice i Pątnówek.

## Nazwa
Nazwa Rzeszotar wskazuje dawną funkcję służebną osady (podobnie jak w przypadku Złotników czy też Piekar).
Mieszkańcy mieli obowiązek dostarczania na zamek sit do czyszczenia zboża i przesiewania mąki nazywanych trzyniakami, przetakami lub rzeszotami. Nazwy sit wiązały się przede wszystkim z ich przeznaczeniem, uzależnionym od wielkości oczek. Tak więc Rzeszotary zamieszkiwali ludzie wyrabiający rzeszota – „rzeszotarze”.
Za czasów biskupa Henryka z Wierzbna w kronice łacińskiej Liber fundationis episcopatus Vratislaviensis (pol. Księga uposażeń biskupstwa wrocławskiego) spisanej  w latach 1295–1305 wymienione są w zlatynizowanej formie Bresecar - Brzeziny część obecnych Rzeszotar.. Brzeziny są typową formą roślinności nad rzeką Czarna Woda i występują w okolicach rzeki tak poniżej jak i powyżej wsi.

## Geografia
Wieś położona jest w odległości około 8 km na wschód od Miłkowic. Graniczy bezpośrednio z Legnicą, stanowiąc jej północne przedmieście.

## Komunikacja
Rzeszotary południkowo przecina szosa Legnica - Lubin, do momentu otwarcia pełnego przebiegu obwodnicy Legnicy stanowiąca część drogi krajowej nr 3.
Przez Rzeszotary przebiega linia kolejowa nr 289; we wsi znajduje się przystanek kolejowy Rzeszotary.
Do wsi dojazd zapewniają: PKS na trasie Legnica - Lubin, prywatni przewoźnicy autobusowi na trasach Legnica - Lubin i Miłkowice - Legnica.

## Instytucje
- Filia Gminnej Biblioteki Publicznej w Miłkowicach,
- punkt lekarski,
- siedziba Ochotniczej Straży Pożarnej,
- Szkoła Podstawowa
- świetlica wiejska
- Nadleśnictwo Legnica - Leśnictwo Dobrzejów

## Zabytki
- cmentarz poniemiecki z kaplicą
- kościół pw. Podwyższenia Krzyża Świętego, neogotycki

inne obiekty:
- izba tradycji Straży Pożarnej
- folwark Briese, nie istnieje[9]

## Szlaki turystyczne
Przez Rzeszotary przebiega oznakowany, niebieski szlak turystyczny PTTK:
- Szlak Polskiej Miedzi ze Złotoryi (31,5 km na południowy zachód) do Głogowa (80,5 km na północ od Rzeszotar);